# Cullen
Cullen és una població dels Estats Units a l'estat de Louisiana. Segons el cens del 2000 tenia 1.296 habitants.

## Demografia
Segons el cens del 2000, Cullen tenia 1.296 habitants, 505 habitatges, i 319 famílies. La densitat de població era de 427,7 habitants/km².
Dels 505 habitatges en un 29,1% hi vivien nens de menys de 18 anys, en un 28,1% hi vivien parelles casades, en un 27,3% dones solteres, i en un 36,8% no eren unitats familiars. En el 32,7% dels habitatges hi vivien persones soles el 14,5% de les quals corresponia a persones de 65 anys o més que vivien soles. El nombre mitjà de persones vivint en cada habitatge era de 2,57 i el nombre mitjà de persones que vivien en cada família era de 3,28.
Per edats la població es repartia de la següent manera: un 30,2% tenia menys de 18 anys, un 8,6% entre 18 i 24, un 24,5% entre 25 i 44, un 20,6% de 45 a 60 i un 16,2% 65 anys o més.
L'edat mediana era de 36 anys. Per cada 100 dones de 18 o més anys hi havia 66,4 homes.
La renda mediana per habitatge era de 15.319 $ i la renda mediana per família de 18.854 $. Els homes tenien una renda mediana de 20.368 $ mentre que les dones 18.393 $. La renda per capita de la població era de 8.307 $. Entorn del 31,3% de les famílies i el 39% de la població estaven per davall del llindar de pobresa.

## Poblacions properes
El següent diagrama mostra les poblacions més properes.